# Тулонжак
Тулонжа́к (фр. Toulonjac, окс. Tolonjac) — коммуна во Франции, находится в регионе Окситания. Департамент — Аверон. Входит в состав кантона Вильфранш-де-Руэрг. Округ коммуны — Вильфранш-де-Руэрг.
Код INSEE коммуны — 12281.
Коммуна расположена приблизительно в 500 км к югу от Парижа, в 100 км северо-восточнее Тулузы, в 50 км к западу от Родеза.

## Население
Население коммуны на 2008 год составляло 705 человек.
| 1962 | 1968 | 1975 | 1982 | 1990 | 1999 | 2008 |
| ---- | ---- | ---- | ---- | ---- | ---- | ---- |
| 237  | 328  | 442  | 531  | 668  | 642  | 705  |

## Экономика

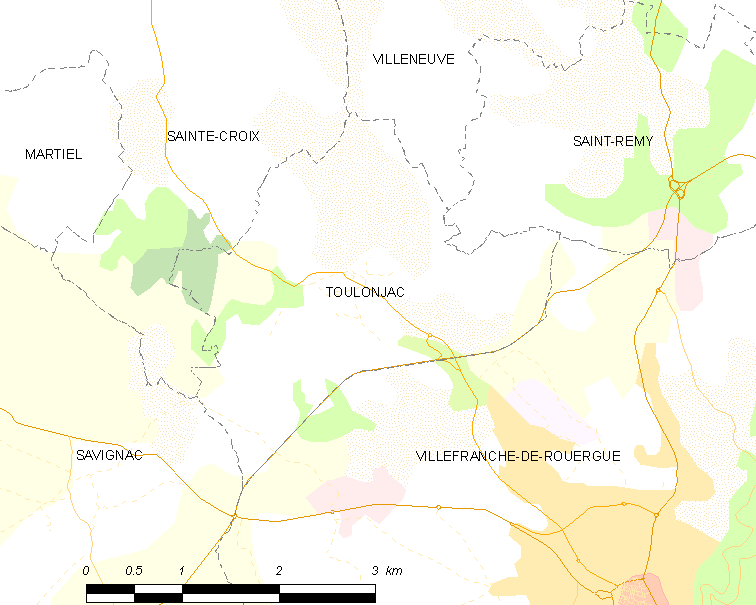
Карта коммуны

В 2007 году среди 436 человек в трудоспособном возрасте (15—64 лет) 321 были экономически активными, 115 — неактивными (показатель активности — 73,6 %, в 1999 году было 69,1 %). Из 321 активных работали 306 человек (158 мужчин и 148 женщин), безработных было 15 (4 мужчины и 11 женщин). Среди 115 неактивных 38 человек были учениками или студентами, 44 — пенсионерами, 33 были неактивными по другим причинам.

## Достопримечательности
- Церковь Тулонжак
  - Статуя Богоматери с Младенцем (XVII век). Памятник истории с 1988 года[3]
  - Статуи Девы Марии и Св. Иоанна (XV век). Памятник истории с 1942 года[4]
- Замок Тулонжак (XV век). Памятник истории с 1993 года[5]